# Dun Glacier
Dun Glacier är en glaciär i Antarktis. Den ligger i Östantarktis. Nya Zeeland gör anspråk på området. Dun Glacier ligger 1 088 meter över havet.
Terrängen runt Dun Glacier är huvudsakligen bergig, men åt sydväst är den platt. Trakten är obefolkad. Det finns inga samhällen i närheten. 